# Rã da chuva do deserto
Breviceps macrops, conhecido do como sapo da chuva do deserto ou Rã da chuva do deserto, é uma espécie de anfíbio da família Microhylidae, encontrada na Namíbia e África do Sul. O seu habitat é uma estreita faixa de praias ao longo da costa, entre o mar e as dunas do deserto. A espécie está ameaçada por perda de habitat devido à mineração de diamantes, construção de estradas, e veículos de recreação.